# Podróże Mozarta do Włoch

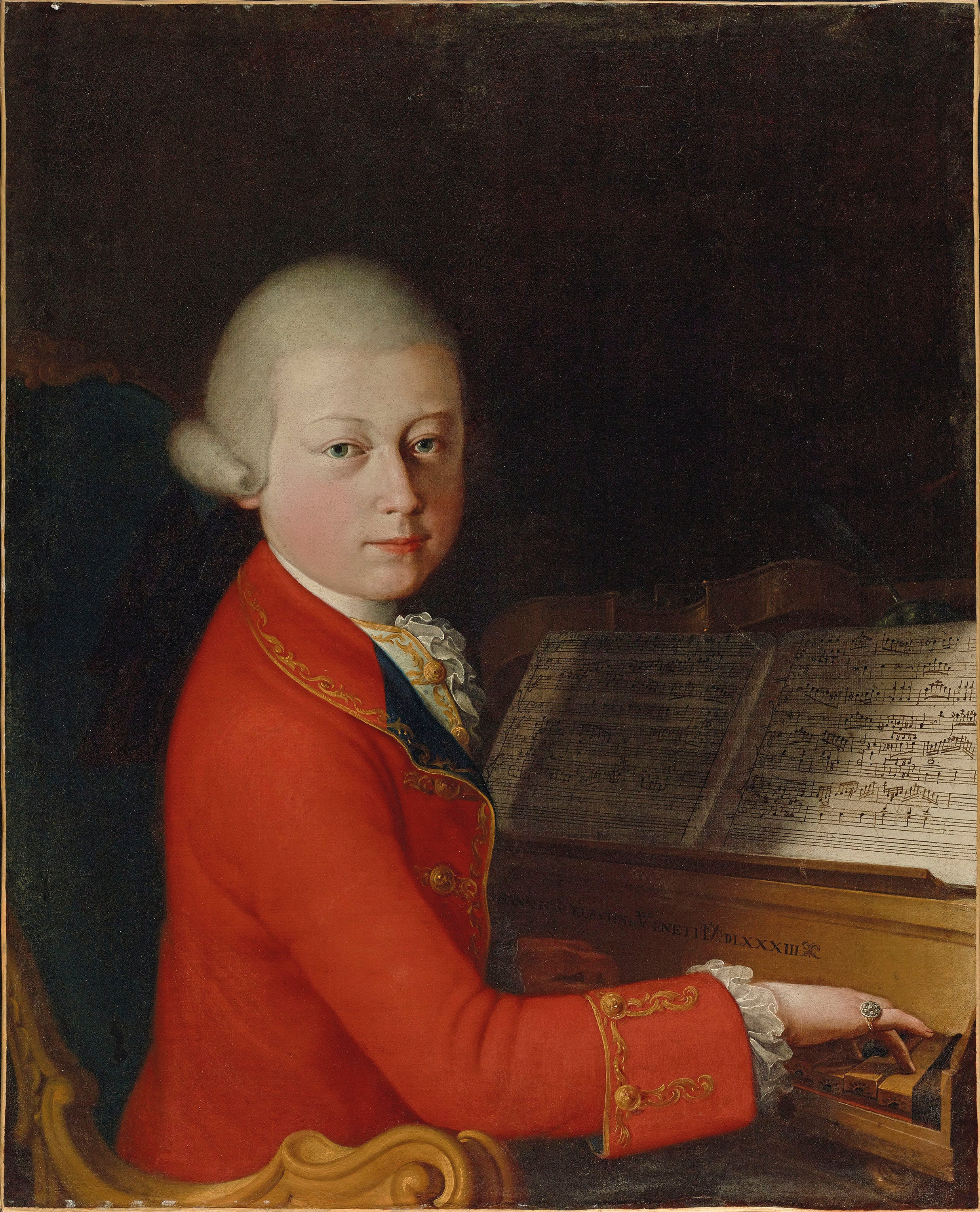
Portret 14-letniego Mozarta wykonany w Weronie w roku 1770 przez Saveria dalla Rosę (1745–1821)

Podróże Mozarta do Włoch – trzy podróże Wolfganga Amadeusa Mozarta i jego ojca Leopolda do Włoch, które odbyli w latach 1769–1773. W czasie pierwszej, która trwała 15 miesięcy, odwiedzili najważniejsze włoskie miasta, gdzie młody kompozytor występował przed arystokracją i dla szerokiej publiczności. Wpływy z koncertów umożliwiły pokrycie kosztów wyprawy. Celem drugiej i trzeciej podróży był Mediolan, gdzie Mozart miał ukończyć opery, których stworzenie zlecono mu w czasie pierwszej wizyty w mieście. Z punktu widzenia rozwoju artystycznego młodego kompozytora wyprawy te przyniosły mu sławę i uznanie, dowodem czego jest między innymi nadany kompozytorowi przez papieża tytuł Kawalera Orderu Złotej Ostrogi, a także członkostwo w najważniejszych towarzystwach filharmonicznych.
Leopold Mozart od 1747 roku był muzykiem na dworze arcybiskupa w Salzburgu, w 1763 roku został wicekapelmistrzem i mógł wiele czasu poświęcić edukacji muzycznej Wolfganga oraz jego siostry Nannerl. W latach 1764–1766 zabrał oboje dzieci na tournée po Europie. W latach 1767–1768 mieszkali w Wiedniu, stolicy cesarstwa, tam występy dzieci przyciągały i nieustannie zdumiewały liczną publiczność. W roku 1769 Nannerl osiągnęła pełnoletniość, więc Leopold całą uwagę skupił na wykształceniu Wolfganga, uznając, że najodpowiedniejszym miejscem dla wybijającego się muzyka są Włochy.
Wszystkie opery, które Mozart napisał dla opiewanego mediolańskiego teatru Regio Ducal, zyskały uznanie krytyków i publiczności. W czasie trzech podróży spotkał wielu wybitnych włoskich muzyków, w tym sławnego teoretyka Giovanniego Battistę Martiniego, u którego uczył się w czasie pobytu w Bolonii. Leopold liczył na to, że jego syn, a może także i on sam, zostaną zatrudnieni na jednym z dworów habsburskich we Włoszech, co w obliczu braku szans na znaczące poprawienie swojej pozycji zawodowej w Salzburgu, było jedyną możliwością zdobycia szerszego uznania. Niestety jego uporczywe starania o posadę irytowały dwór i obróciły wniwecz wszelkie nadzieje. Tym samym podróże zakończyły się nie sukcesem, lecz wielkim rozczarowaniem.

## Historia

Leopold Mozart, któremu niezmiernie zależało na kształceniu syna we Włoszech

W listopadzie 1766 roku rodzina Mozartów powróciła do rodzinnego Salzburga po trwającym trzy i pół roku „wielkim tournée”. Podróż rozpoczęła się, gdy Wolfgang miał siedem lat, a Nannerl – dwanaście, i obejmowała wszystkie najważniejsze miasta europejskie. Leopoldowi udało się pokazać światu talent dzieci i zapewnić im wykształcenie na najwyższym poziomie. Jednakże kolejny pobyt w Wiedniu, na początku 1767 roku, nie był już tak udany: epidemia ospy, choroby, która spowodowała śmierć arcyksiężnej austriackiej Marii Józefy, uniemożliwiła dzieciom występy na dworze cesarskim i zmusiła rodzinę do wyjazdu do Czech, gdzie Wolfgang nabawił się choroby. W styczniu 1768 roku Mozartowie wrócili do Wiednia, jednak dzieci nie były już wystarczająco młode, by wzbudzać sensację wśród publiczności. Leopold przez swą nadgorliwość w zabieganiu o wystawienie pierwszej opery Wolfganga La Finta Semplice zniechęcił do siebie impresaria Giuseppe Affligia i kompozytora Christopha Willibalda Glucka, i odtąd przylgnęła do niego opinia osoby naprzykrzającej się i nachalnej.
Po powrocie do Salzburga w styczniu 1769 roku Leopold uznał edukację osiemnastoletniej Nannerl za zakończoną i odtąd całą uwagę poświęcił kształceniu Wolfganga. Zdecydował się na wyjazd z synem do Włoch, które w okresie przed zjednoczeniem były skupiskiem księstw, republik i państw papieskich, z Królestwem Neapolu na południu. Włochy przez ponad dwa wieki były kolebką innowacji muzycznych, ostoją muzyki kościelnej, a przede wszystkim – miejscem narodzin i rozwoju opery. Leopold twierdził, że Wolfgang powinien chłonąć muzykę Wenecji, Neapolu i Rzymu z pierwszej ręki, aby należycie przygotować się do dalszych zamówień dla europejskich teatrów operowych, które, według biografa Stanleya Sadiego, „działały na kompozytorów końca XVIII wieku jak lep na muchy”. Leopold troszczył się także o to, by Wolfgang nauczył się biegle posługiwać językiem włoskim, gdyż była to umiejętność niezbędna do zrozumienia skomplikowanej muzyki kościelnej, a także przydatna w nawiązywaniu znajomości z wpływowymi osobistościami. Ojciec i syn liczyli również na względy na dworach habsburskich w północnych Włoszech. Kierując się tymi motywami, Leopold podjął decyzję o pozostawieniu Nannerl i jej matki w domu. Rozstanie było dość bolesne, jednakże z punktu widzenia ekonomicznej sytuacji rodziny okazało się niezmiernie pożyteczne.
W ostatnich miesiącach przed wyjazdem Wolfgang dużo komponował, co spodobało się arcybiskupowi Siegmundowi Christophowi von Schrattenbachowi. Dzięki temu nie tylko zgodził się on na wyjazd, ale także w październiku wyposażył swoich pracowników w 600 florenów. Wolfgang uzyskał honorowy tytuł Konzertmeister (muzyk nadworny), z obietnicą, że po powrocie otrzyma przysługujące temu stanowisku wynagrodzenie.

## Pierwsza podróż, grudzień 1769 – marzec 1771

Mapa przedstawiająca najważniejsze miasta, które Mozartowie odwiedzili w czasie pierwszej podróży do Włoch. Czarne linie oznaczają trasę podróży z Salzburga do Neapolu. Zielone linie oznaczają objazdy, którymi podążali w drodze powrotnej.

### Podróż do Mediolanu
13 grudnia 1769 roku Leopold i Wolfgang wyruszyli z Salzburga, zaopatrzeni w rekomendacje i listy, które miały im służyć w podróży. Jednym z najważniejszych był list polecający do mieszkającego w Mediolanie hrabiego Karla Josepha Firmiana, znanego jako „król Mediolanu”, wpływowego i szanowanego patrona artystów. Jego wsparcie miało kluczowe znaczenie dla całej ekspedycji.
Pierwszym celem podróży był Innsbruck. Następnie skierowali się na południe, przez przełęcz Brenner, do Włoch. Dalej podróżowali przez Bolzano, Rovereto, Weronę i Mantuę, po czym wyruszyli na zachód, do Mediolanu. Leopold zamierzał finansować tę wyprawę tak samo, jak wcześniejsze, rodzinne „wielkie tournée” – przychody z występów miały pokrywać koszty podróży i zakwaterowania. Trwająca sześć tygodni podróż do Mediolanu w okresie zimowym nie należała do łatwych. Niesprzyjające warunki pogodowe wymuszały długie postoje. W listach do domu Leopold żalił się: „…zimno jak w psiarni, wszystko, czego dotykam, jest zamarznięte”. Początkowo honoraria były skromne, Leopold mówił o kwocie około 50 florenów tygodniowo. Ponieważ profity z wielkiego tournée okazały się niższe niż planowano, Leopold stał się ostrożniejszy w udzielaniu informacji o sprawach finansowych. Zwykle podkreślał wielkość wydatków, pomijał natomiast kwestię przychodów, pisząc np.: „…Nie spodziewam się zbić we Włoszech fortuny… Tu trzeba nauczyć się jako jedyną zapłatę przyjmować oklaski i uznanie.”.
Najdłuższy postój miał miejsce w Weronie, gdzie występ Wolfganga 5 stycznia 1770 roku wzbudził spore poruszenie w prasie. Mozartowie wybrali się na operę Ruggiero Guglielmiego, co Wolfgang krytycznie opisał w liście do Nannerl. W tym czasie powstał też portret młodego kompozytora autorstwa miejscowego artysty Saveria dalla Rosy (vide: ilustracja). Kolejny postój, w Mantui, był krótszy. Wolfgang wystąpił tam w Accademia Filarmonica z programem, który prezentował wszystkie jego umiejętności: grę publiczną, czytanie nut a vista i improwizację. Recenzje w prasie potwierdzały, że publiczność „osłupiała” słuchając tego „geniuszu muzycznego, jednego z cudów, które płodzi sama Natura”. W Mantui na Mozartów czekała przykra niespodzianka ze strony księcia Michaela von Thurn und Taxis, który przez służącego odmówił im przyjęcia. Historyk Robert Gutman stwierdził, że książę unikał kontaktu z muzykami po tym, jak dowiedział się o sprawie Affligia w Wiedniu. Z drugiej strony, hrabia Arco, który był spokrewniony z członkami dworu w Salzburgu, ciepło przywitał muzyków.

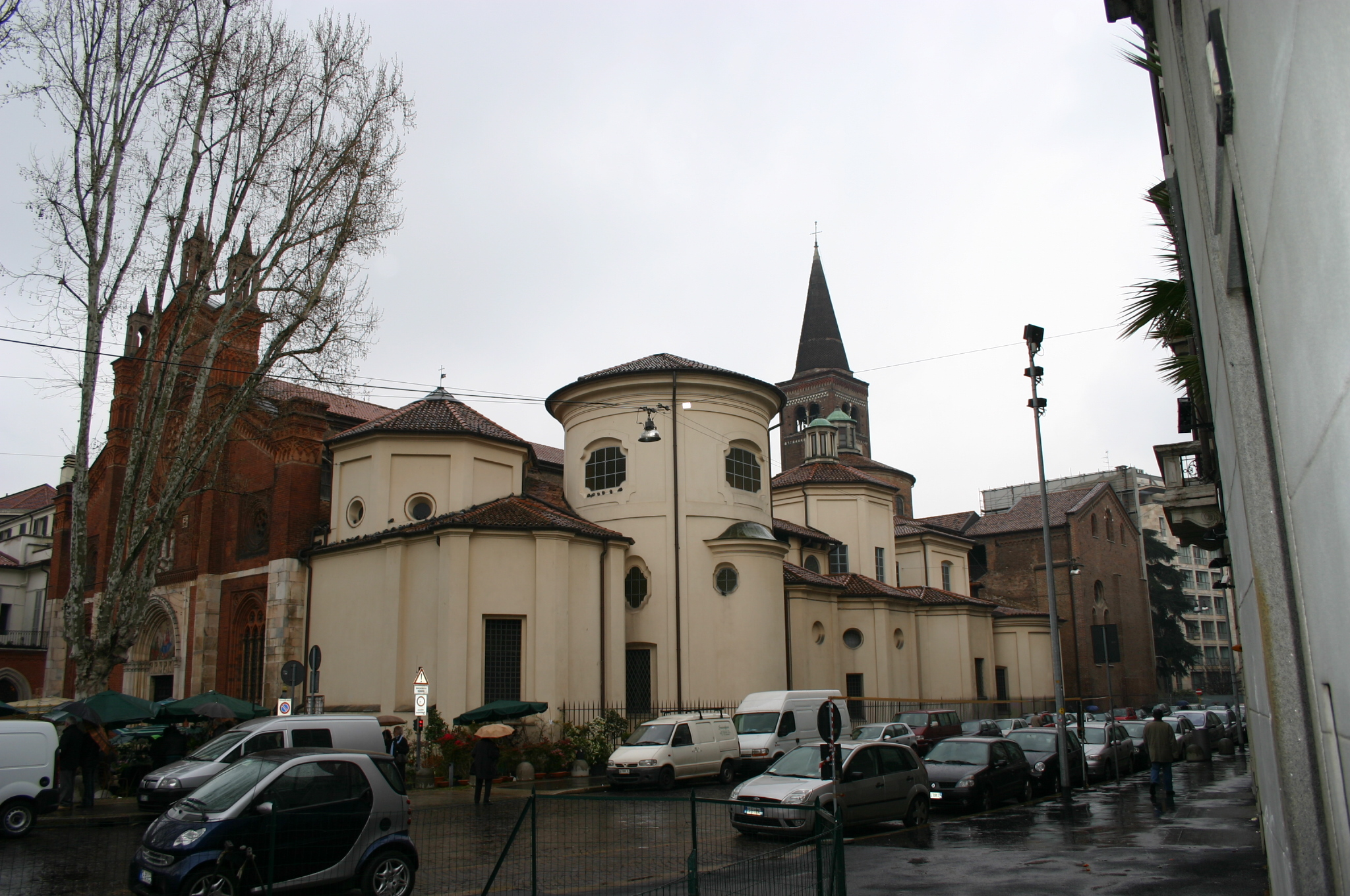
Klasztor San Marco w Mediolanie, gdzie Mozartowie zatrzymali się na nocleg w czasie pierwszej wizyty w mieście

23 stycznia mężczyźni dotarli do Mediolanu, gdzie znaleźli dogodne zakwaterowanie w klasztorze San Marco, niedaleko pałacu hrabiego Firmiana. Oczekując na spotkanie z hrabią, wybrali się na operę Niccola Piccinniego Cesarz w Egipcie. Wreszcie doczekali się gościnnego i przyjacielskiego przyjęcia u Firmiana, który podarował Wolfgangowi wydanie dzieł wszystkich Metastasia, czołowego dramaturga i librecisty włoskiego, a także zorganizował serię koncertów, na które zaproszeni byli najważniejsi obywatele miasta, m.in. arcyksiążę Ferdynand, potencjalny przyszły impresario młodego kompozytora. Na ostatnim występie Mozart zaprezentował cykl arii opartych na tekstach Metastasia; tak bardzo spodobały się publiczności, że Firmian zlecił młodzieńcowi napisanie opery, która zimą miałaby być wystawiona podczas uroczystości otwarcia karnawału w Mediolanie. Stało się dokładnie to, na co liczył Leopold. Wolfgangowi obiecano wynagrodzenie w wysokości 500 florenów, a także darmowe zakwaterowanie na okres pisania opery i prób. 15 marca Mozartowie opuścili Mediolan, gdzie obiecali wrócić jesienią, i wyruszyli w kierunku Florencji i Rzymu, zaopatrzeni w nowe listy polecające od Firmiana.
Do tego momentu Wolfgang pisał raczej niewiele. Koncert w Accademia Filarmonica w Mantui składał się w dużej mierze z improwizacji. Jedyne spisane kompozycje z tego okresu to arie napisane na koncert na dworze Firmiana, które przypieczętowały kontrakt na operę karnawałową. Należą do nich Se tutti i mali miei, K. 83/73p, Misero me, K. 77/73e i Ah piu trema…, K. 71. Także Symfonia G-dur, K. 74, ostatecznie ukończona w kwietniu w Rzymie, mogła być rozpoczęta w Mediolanie.

### Z Mediolanu do Neapolu

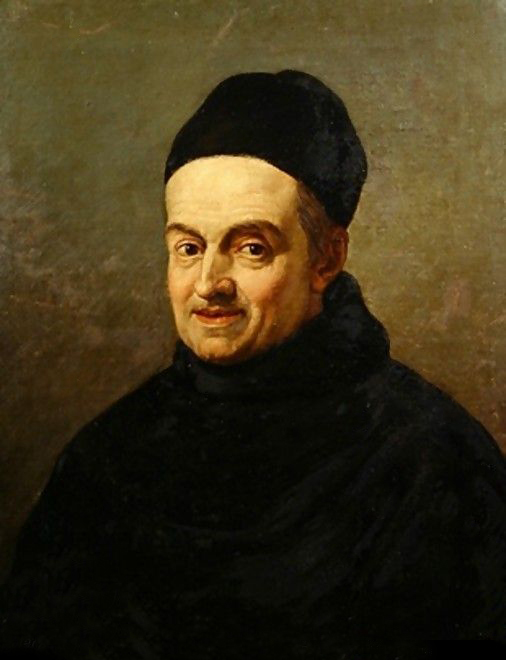
Giovanni Battista Martini, znany też jako Ojciec Martini. Udzielał Mozartowi lekcji kontrapunktu.

Pierwszy przystanek w czasie podróży na południe nastąpił w Lodi, gdzie Wolfgang ukończył pierwszy kwartet smyczkowy, K. 80/73f. Po kilku dniach spędzonych w Parmie Mozartowie wyruszyli w kierunku Bolonii, która według Leopolda była „miastem mistrzów, artystów i uczniów”. List od Firmiana skierował ich do hrabiego Pallaviciniego-Centurioniego, mecenasa, który natychmiast zorganizował koncert dla lokalnej arystokracji w swoim pałacu. Jednym z gości był Giovanni Battista Martini, przodujący teoretyk muzyczny w tamtych czasach i najbardziej uznany w Europie specjalista od kontrapunktu barokowego. Martini przyjął młodego muzyka i sprawdził jego umiejętności w zakresie fugi. Leopold bardzo cieszył się na tę współpracę, widząc w niej korzyści dla przyszłej kariery syna. Czas naglił, zaplanowano więc ponowny przyjazd do Bolonii latem, tym razem na dłuższą naukę. Mozartowie opuścili miasto 29 marca, wioząc listy od Pallaviciniego, które mogły umożliwić audiencję u papieża Klemensa XIV w Rzymie. Przed odjazdem poznali czeskiego kompozytora Josefa Myslivečka, który właśnie pracował nad operą La Nitteti. Później, w roku 1770, Wolfgang wykorzystał zawarte w niej motywy w swojej operze Mitrydates, król Pontu i w symfoniach. Z perspektywy czasu można stwierdzić, że był to początek bliskiej i trwającej aż do roku 1778 relacji między Myslivečkiem a rodziną Mozartów. Wolfgang często wzorował się na stylu czeskiego kompozytora.
Następnego dnia dotarli do Florencji, gdzie dzięki rekomendacjom Pallaviciniego mogli spotkać się w Palazzo Pitti z wielkim księciem i przyszłym cesarzem Leopoldem. Pamiętał on Mozartów z występów w Wiedniu w 1768 roku i pytał o Nannerl. We Florencji spotkali się ze skrzypkiem Pietrem Nardinim, którego spotkali już na początku wielkiego tournée po Europie. Nardini i Wolfgang wystąpili wspólnie na długim, wieczornym koncercie w letniej rezydencji księcia. Wolfgang spotkał także Thomasa Linleya, angielskiego „cudownego” skrzypka, ucznia Nardiniego. Wywiązała się między nimi bliska znajomość, która zaowocowała wspólnym komponowaniem i „dojrzałym”, jak podkreślał Leopold, koncertowaniem. Gutman pisze, że „melancholijny Thomas wybiegł za karetą Mozartów w dniu ich wyjazdu do Rzymu, 6 kwietnia”. Chłopcy nigdy więcej się nie spotkali. Linley, po krótkiej karierze kompozytora i skrzypka, zginął w wypadku na łodzi w roku 1778, w wieku 22 lat.

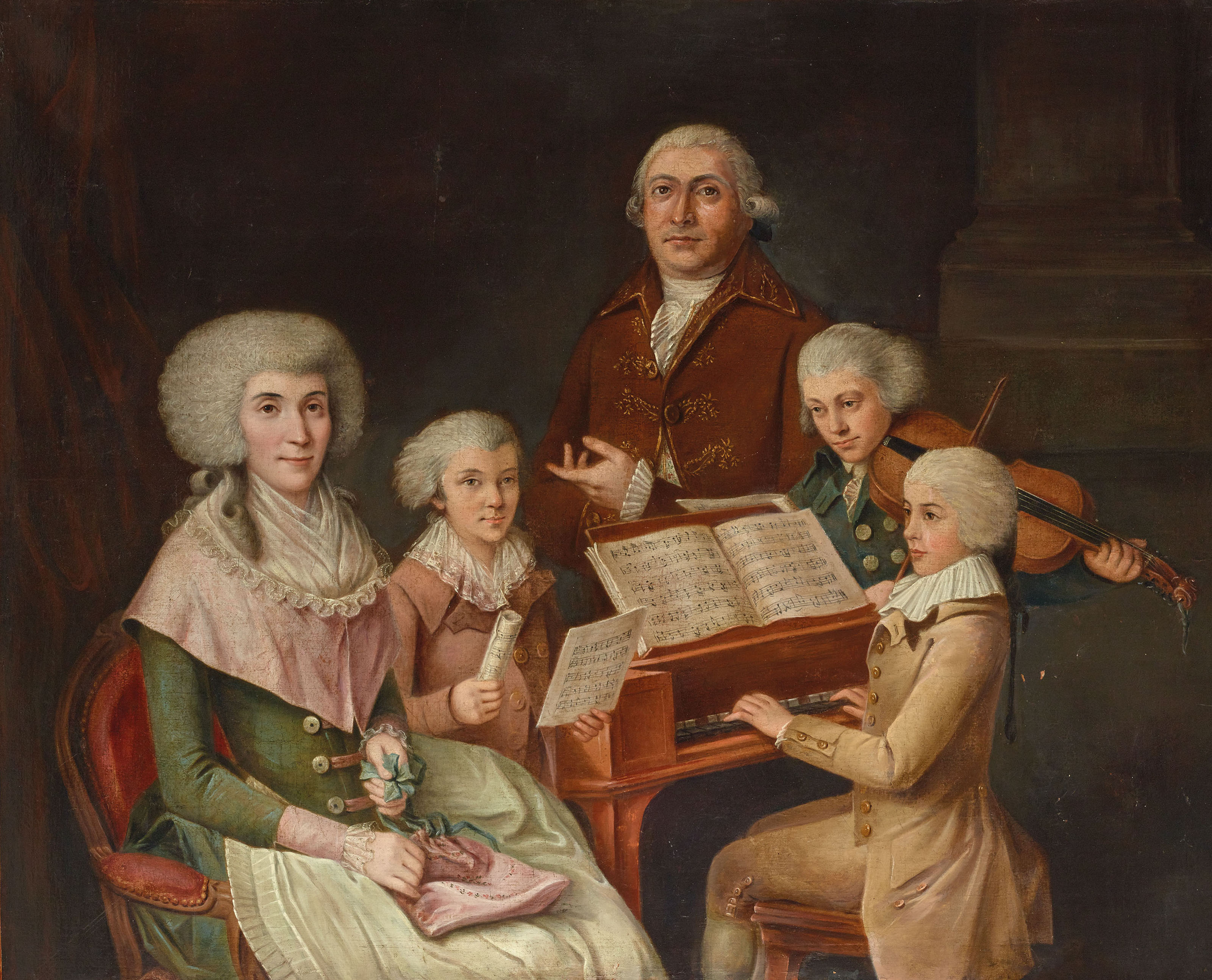
Mozart (przy klawesynie) i Thomas Linley (ze skrzypcami), Florencja, rok 1770

Po pięciu dniach trudnej podróży w wietrze i deszczu, w czasie której nocowali w obskurnych gospodach, opisywanych przez Leopolda jako obrzydliwe, wstrętne i źle zaopatrzone, dotarli do Rzymu. Pomocne okazały się listy Pallaviciniego, dzięki którym spotkali się z krewnym hrabiego Lazarem Opiziem kardynałem Pallavicino, księciem Neapolu Sant’Angelo i kandydatem do tronu angielskiego Karolem Edwardem Stuartem, nazywanym „Bonnie Prince Charlie”. Był to czas wypełniony zwiedzaniem i występami dla arystokracji. Odwiedzili Kaplicę Sykstyńską, gdzie Wolfgang usłyszał, a następnie zanotował z pamięci sławne Miserere Gregoria Allegriego, złożoną, 9-głosową kompozycję chorałową, której nigdy nie opublikowano. Wieści o tym niezwykłym dokonaniu dotarły aż do papieża. Wolfgang poświęcał także dużo czasu na kompozycję. Napisał kontredans, K. 123/73g i arię Se ardire, e speranza (K. 82/73o), zakończył także pracę nad rozpoczętą już wcześniej symfonią G dur.
Po czterech pracowitych tygodniach Mozartowie wyruszyli do Neapolu. Gdy przemierzali Błota Pontyjskie, wielokrotnie byli napadani, co zmusiło Leopolda do zorganizowania czterokaretowego konwoju. 14 maja dotarli na miejsce. Dzięki listom polecającym już wkrótce dostali zaproszenia do premiera, markiza Bernarda Tanucciego i ambasadora brytyjskiego Williama Hamiltona, z którym spotkali się już wcześniej w Londynie. 28 maja wystąpili z koncertem, za który otrzymali około 750 florenów (Leopold nigdy nie ujawniał dokładnej sumy), a także wybrali się na premierę opery Niccola Jommeliego Armida abbandonata w Teatro di San Carlo. Wolfgang był zachwycony zarówno muzyką, jak i przedstawieniem, mimo że czuł, iż jest to „zbyt staromodne i poważne dla teatru”. Odrzucił propozycję napisania opery na kolejny sezon w San Carlo, ponieważ wcześniej już zobowiązał się w Mediolanie. W związku z brakiem propozycji koncertowych z dworu królewskiego Leopold w końcu zadecydował o wyjeździe z Neapolu. Wcześniej odwiedzili Wezuwiusz, Herkulanum, Pompeje i Baje. Do Rzymu odjechali powozem pocztowym 25 czerwca.

### Powrót z Neapolu

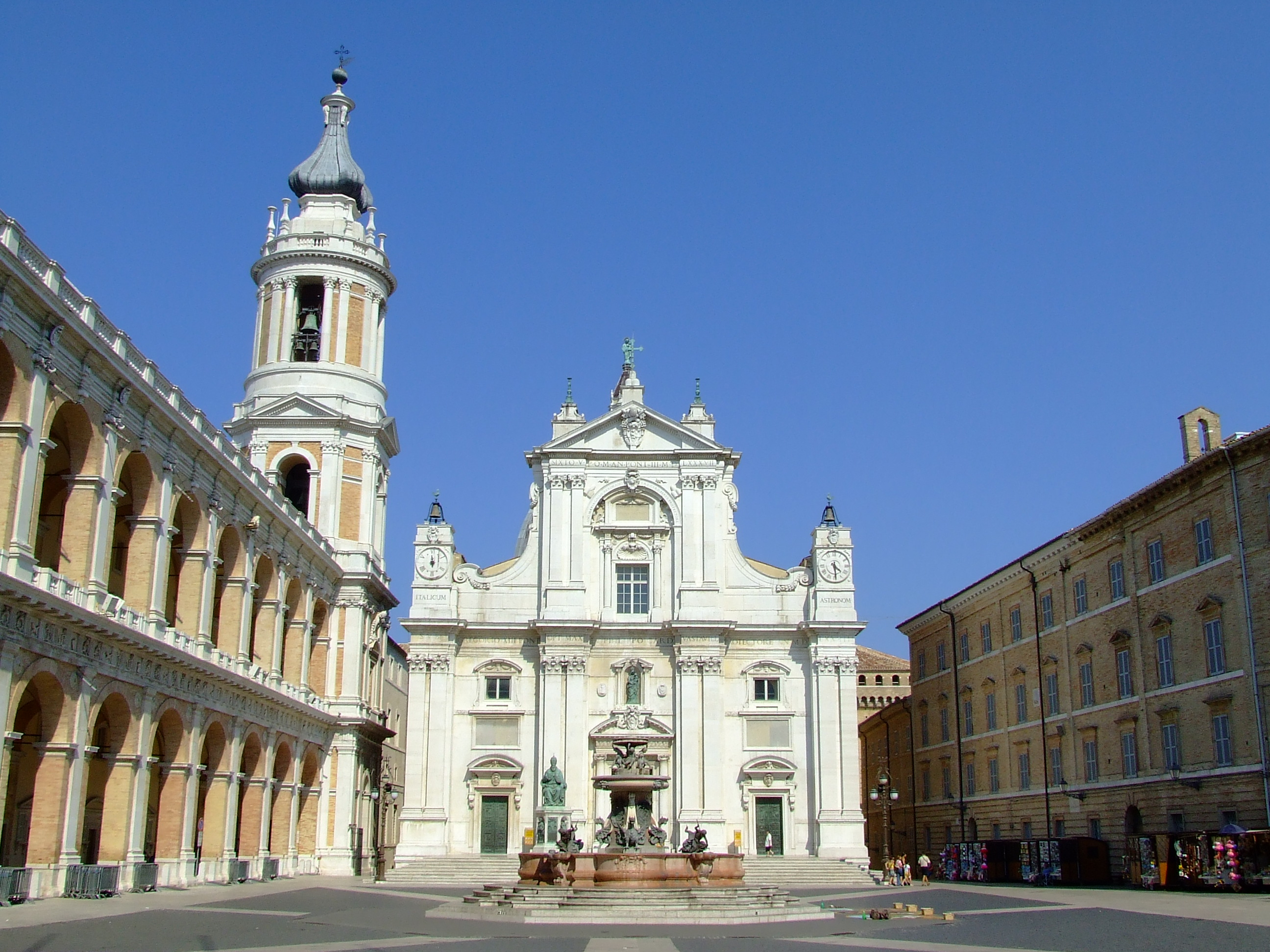
W lipcu 1770 roku Mozartowie odwiedzili sanktuarium Santa Casa w Loreto.

Podróż powrotna do Rzymu trwała 27 godzin. Po drodze Leopold nabawił się urazu nogi, który dawał mu się we znaki przez kilka miesięcy. Wolfgang został przyjęty u papieża i otrzymał tytuł Kawalera Złotej Ostrogi. Z Rzymu udali się do słynnego miejsca pielgrzymkowego Santa Casa w Loreto i podążyli dalej wzdłuż wybrzeża do Rimini – z ochroną wojskową, mającą ustrzec ich przed napaściami piratów. Z Rimini przemieszczali się w głąb lądu aż do Bolonii, do której dotarli 20 lipca.

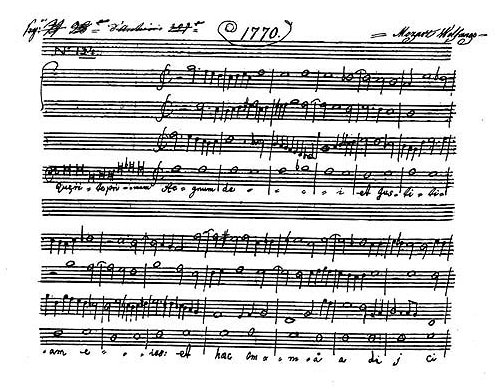
Antyfona, którą Wolfgang wykonał w czasie egzaminu w Bolonii

Leopold skupił się na wyleczeniu nogi. Wolfgang zajął się komponowaniem i napisał krótkiego menueta, K. 122/73t i Miserere a-moll, K. 85/73s.. W międzyczasie z Mediolanu nadesłano libretto do opery; wbrew oczekiwaniom Leopolda, który spodziewał się La Nitteti Metastasia, był to Mitrydates, król Pontu Vittoria Cigny-Santiego. Jeśli wierzyć listom Leopolda, kompozytor Josef Mysliveček był częstym gościem Mozartów w czasie ich pobytu w Bolonii. Muzykolog Daniel E. Freeman twierdzi, że w tym czasie styl arii Mozarta zmienił się diametralnie, ulegając wpływom twórczości czeskiego kompozytora.
10 sierpnia Leopold i Wolfgang wprowadzili się do wspaniałej letniej rezydencji hrabiego Pallavicini, gdzie pozostali przez siedem tygodni, co znacznie poprawiło stan zdrowia Leopolda, a Wolfgangowi umożliwiło pracę nad recytatywami do opery Mitrydates. Na początku października stan zdrowia ojca był już właściwie dobry, co pozwoliło Mozartom powrócić do miasta, gdzie Wolfgang ponownie zaczął pobierać nauki u Martiniego. 9 października przystąpił do egzaminu bolońskiej Accademii Filarmoniki, gdzie zaprezentował antyfonę Quaerite primum regnum, K. 86/73v. Gutman twierdzi, że polifoniczna próba Wolfganga nie należała do udanych i gdyby nie poprawki Martiniego, nie zostałaby zaakceptowana (Martini uiścił także opłatę wstępną za egzamin). Ostatecznie przyjęto kandydaturę Wolfganga i wkrótce wraz z ojcem wyruszył on do Mediolanu.

### Kolejna wizyta w Mediolanie, październik 1770 – luty 1771
Podróż z Bolonii do Mediolanu trwała długo ze względu na powodzie i wichury. Przybyli na miejsce 18 października, 10 tygodni przed premierą Mitrydatesa. Chwilowo Wolfgang nie mógł rozpocząć pracy nad ariami, po pierwsze z powodu bólu palców, będącego skutkiem zbyt intensywnej pracy nad recytatywami, a po drugie, ze względu na nieobecność śpiewaków, którzy zgodnie z obowiązującym zwyczajem musieli być obecni przy powstawaniu poszczególnych partii. Gdy zaczęli się gromadzić, problemy jeszcze się spiętrzyły. Quirino Gasparini, kompozytor poprzedniej wersji Mitrydatesa, próbował nakłonić primadonnę Antonię Bernasconi do wykorzystania w ariach jego ozdobników. Na szczęście bezskutecznie. „Dzięki Bogu”, pisał Leopold, „udało nam się ujarzmić wroga”. Jednakże główny tenor, Guglielmo d’Ettore, nieustannie prosił o przekomponowywanie arii i w rezultacie w akcie 3 wykonał arię w wersji Gaspariniego, co wyraźnie widać w partyturze.

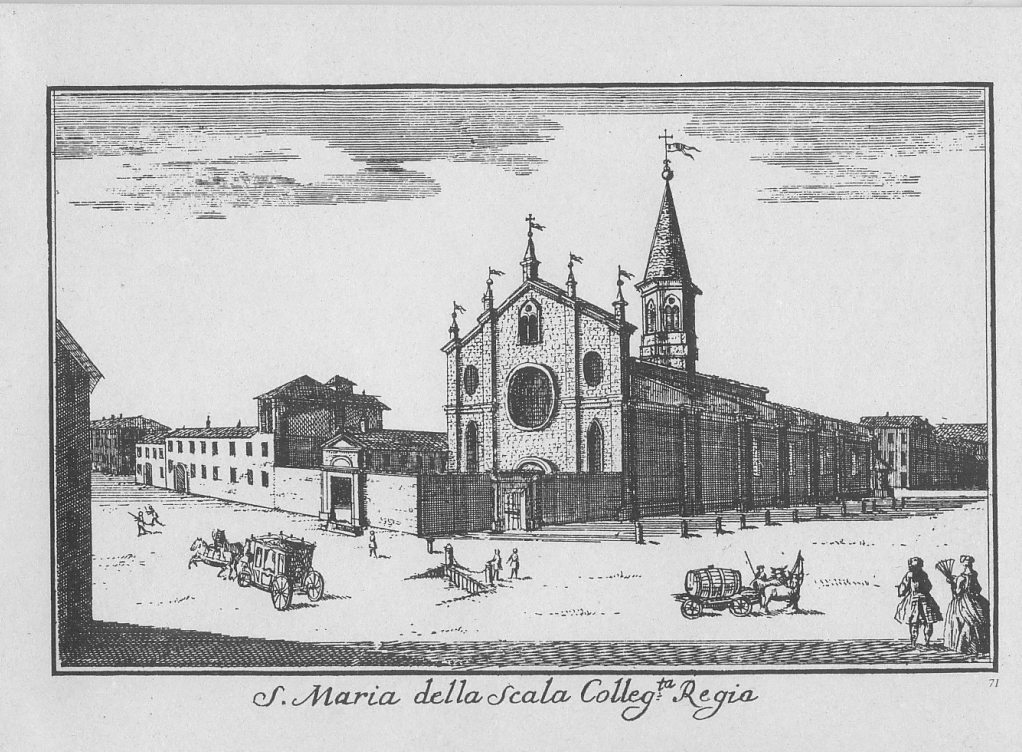
Kościół Santa Maria alla Scala w Mediolanie zburzono w roku 1788. Po tym jak nieopodal spłonął teatr Regio Ducal, wybudowano tu operę La Scala.

Próby rozpoczęły się 6 grudnia. Mozart ujawnił doskonałą znajomość włoskiego i profesjonalizm kompozytorski. Leopold napisał w liście do domu: ”Wilcza część pracy jest już, dzięki Bogu, za nim i znowu z sukcesem!”. 26 grudnia w teatrze Regio Ducal (najwspanialszym teatrze operowym w tamtym czasie) Mozart zza klawiatury dyrygował pierwszym przedstawieniem Mitrydatesa, ubrany w purpurowy płaszcz z niebieską, satynową podszewką, obszyty złotem. Przedstawienie okazało się sukcesem: publiczność żądała bisów i krzyczała: „Evviva il maestro!” (Niech żyje mistrz!). Operę wystawiono 22 razy, a Gazetta di Milano chwaliła: „Młody maestro di capella, który nie ukończył jeszcze 15 lat, oddaje całe piękno natury i ujmuje je w najznakomitsze muzyczne smaczki.”. Arie wykonane przez Bernasconiego „były pełne pasji i dotykały serca”. Kolejne opinie nie były już tak wylewne. W rezultacie Mitrydatesa ponownie wystawiono dopiero w roku 1791, w Salzburgu.
Wraz z ukończeniem Mitrydatesa dobiegło końca główne zadanie Wolfganga podczas pierwszej podróży do Włoch. 4 stycznia 1771 roku wystąpił w pałacu Firmiana. Kilka dni później przyszła wieść o nadaniu mu członkostwa Accademii Filarmoniki w Weronie. 14 stycznia Mozartowie zatrzymali się w Turynie, gdzie pozostali przez dwa tygodnie, spotykając wielu znaczących muzyków włoskich: wybitnego skrzypka Gaetana Punganiego, jego cudownego ucznia, 15-latka Giovanniego Battistę Viottiego, i kompozytora Giovanniego Paisiella, którego operę Annibale in Torino Leopold uznał za genialną. Przed odjazdem do Salzburga 4 lutego powrócili na krótko do Mediolanu, gdzie pożegnali się z Firmianem.

### Droga do domu
W drodze powrotnej do Salzburga Leopold i Wolfgang zatrzymali się w Wenecji i Brescii, gdzie wybrali się na operę buffa. W Wenecji Leopold wykorzystał listy polecające, by spotykać się z arystokratami i negocjować kontrakt na napisanie opery dla teatru San Benedetto. Wolfgang wystąpił z serią koncertów w sławnych weneckich ospidali: szkołach dla sierot, które z czasem stały się uznanymi akademiami muzycznymi. Spotkał się ze szczodrym przyjęciem, ale Leopold nie był zadowolony. „Ojciec wygląda na zdenerwowanego”, pisał korespondent wiedeńskiego kompozytora Johanna Adolpha Hassego, „…oczekiwali raczej, że to publiczność będzie zabiegać o nich, a nie odwrotnie.”. Hasse odpowiedział: „Z tego co widzę, ojcu zawsze coś się nie podoba.”.
Z Wenecji Mozartowie 12 marca wyruszyli do Padwy, gdzie Don Giuseppe Ximenes, książę Aragonii, zlecił Wolfgangowi skomponowanie oratorium. Historia La Betulia Liberata („Wyzwolenie Bethulii”) nie jest zbyt znana i prawdopodobnie nigdy wcześniej nie była wystawiana w Padwie, a nawet sam Mozart nigdy jej nie słyszał. Kilka dni później w Weronie pojawiły się kolejne propozycje. Wolfganga poproszono o skomponowanie serenaty (lub opery 1-aktowej) do wykonania w Mediolanie jesienią na ślubie arcyksięcia Ferdynanda i jego narzeczonej księżniczki Beatrice z Modeny. W tym samym czasie zaproponowano mu napisanie opery na karnawał w Mediolanie w sezonie 1772–1773, za podwyższone honorarium. Spowodowało to nawarstwienie zobowiązań, co wstrzymało pracę Mozarta nad zleceniem dla teatru San Benedetto. Niedługo potem ojciec i syn podążyli w pośpiechu na północ i 28 marca 1771 powrócili do Salzburga.
Analiza sytuacji finansowej Mozartów po pierwszej podróży, dokonana przez muzykologa Maynarda Solomona na podstawie nielicznych wypowiedzi Leopolda, wskazuje na całkiem pokaźną sumę, dochodzącą nawet do 2900 florenów. Podróż przyniosła Mozartom także sławę i uznanie wśród włoskiej arystokracji, która stanowiła większą część ich publiczności. Oprócz odznaczenia papieskiego, Wolfgang został członkiem Academii w Bolonii i Weronie, a także pobierał nauki u Martiniego. Solomon nazwał ten okres „chwilą największego szczęścia Leopolda.”.

## Druga podróż do Włoch, sierpień – grudzień 1771

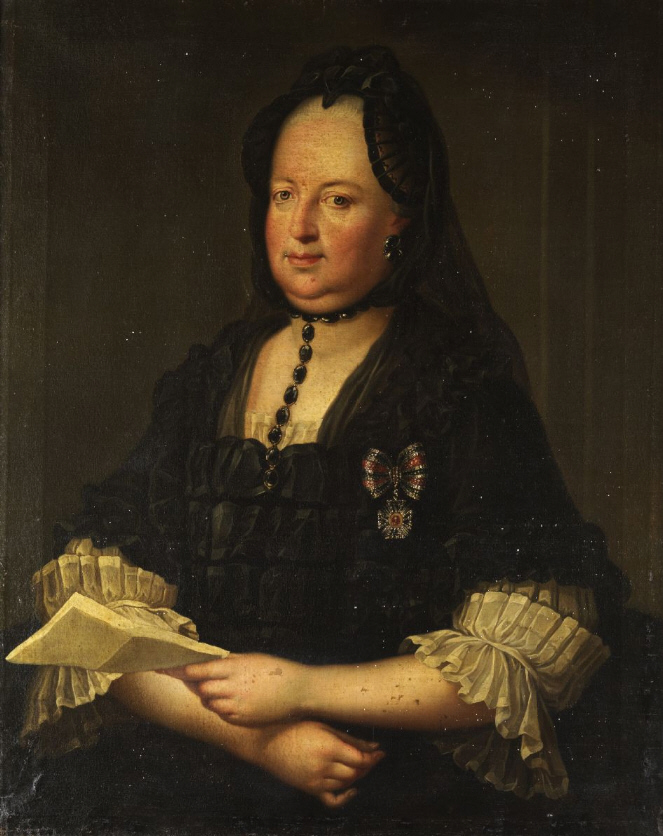
Cesarzowa wdowa Maria Teresa, której nieprzychylny list przekreślił nadzieje Leopolda na angaż na dworze habsburskim

W roku 1771 Leopold i Wolfgang ponownie wybrali się do Mediolanu, gdzie dotarli 21 sierpnia. Wolfgang skomponował serenatę na ślub arcyksięcia Ferdynanda i księżniczki Beatrice. Kwaterę dzielili ze skrzypkami, śpiewakiem i oboistą; Wolfgang pisał żartobliwie do Nannerl, że była to kolekcja „pomocna przy komponowaniu, jakże inspirująca!”. Przy dużym tempie pracy Wolfgangowi udało się ukończyć operę Ascanio in Alba tuż przed pierwszą próbą, która odbyła się 23 września.
Serenada miała być niezbyt znaczącym dziełem; w czasie wesela miała być wystawiona obok opery Hassego Ruggiero. Jednakże 72-letni już Hasse stracił wyczucie gustów publiczności i mimo że cesarzowa wdowa Maria Teresa wyrażała się o dziele jak najpochlebniej, ogólne przyjęcie było dość chłodne, zwłaszcza w porównaniu z tryumfem dzieła Ascanio. Leopold nie posiadał się z radości: „Arystokraci i mieszkańcy nieustannie zatrzymują nas na ulicy, by pogratulować Wolfgangowi. W skrócie! Przykro mi, ale serenada Wolfganga dosłownie zmiażdżyła operę Hassego.”. Hasse spokojnie przyjął to niepowodzenie i zapowiedział, że młodzieniec już niedługo przyćmi wszystkich innych kompozytorów.
Mozartowie mogli opuścić Mediolan już na początku listopada, ale zdecydowali się zostać jeszcze miesiąc w nadziei, że wieść o sukcesie Ascania otworzy im drzwi pałacu królewskiego. 30 listopada Leopold zwrócił się o pomoc w uzyskaniu angażu do arcyksięcia Ferdynanda, który następnie porozumiał się z dworem cesarskim w Wiedniu. Niestety, w mieście tym wciąż jeszcze pamiętano natarczywe zachowanie Leopolda po premierze opery La finta semplice, a możliwe także, że do cesarzowej dotarły plotki o jego satysfakcji z porażki Hassego. W każdym razie, Maria Teresa nie przychyliła się do prośby arcyksięcia, określając Mozartów jako „ludzi bezużytecznych, których obecność źle wpłynęłaby na służbę dworską.” Dodała także, że „tacy jak oni włóczą się po świecie jak żebracy”. Leopold nigdy nie poznał treści listu; Mozartowie wyjechali z Mediolanu przed jego nadesłaniem. Byli rozczarowani, ale wciąż jeszcze mieli nadzieję. „Sprawa jeszcze się nie zakończyła, tyle mogę powiedzieć”, pisał Leopold w drodze do domu.
Mimo napiętego harmonogramu w czasie krótkiej wizyty w Mediolanie, Wolfgangowi udało się wygospodarować czas na ukończenie Symfonii F-dur, K. 112 (Nr 13). Kolejną symfonię napisał w oparciu o uwerturę do Ascania, dodając tylko finał do dwóch już istniejących części. Następna symfonia C-dur, K. 96/111b, być może także powstała w Mediolanie, ale miejsca i czasu jej powstania nie udało się precyzyjnie określić.

## Zamieszanie w Salzburgu

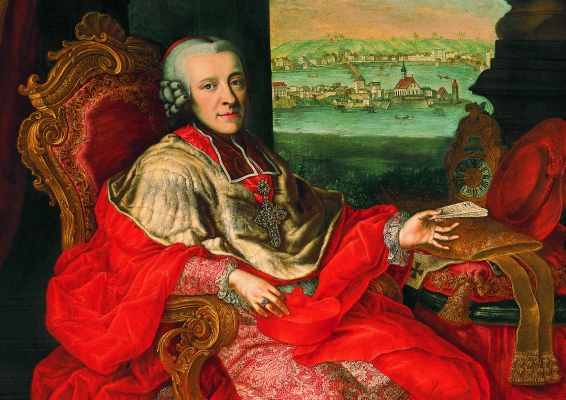
Hrabia Hieronymus von Colloredo, nowy arcybiskup Salzburga, który przekreślił nadzieje Leopolda na awans

W dniu po przyjeździe Mozartów do Salzburga dwór pogrążył się w chaosie ze względu na śmierć arcybiskupa Schrattenbacha. Sytuacja ta nie była korzystna dla Leopolda, ponieważ pewne kwestie pomiędzy nim i dworem pozostawiała niewyjaśnionymi. Odmówiono mu wypłaty części wynagrodzenia za drugą podróż do Włoch. Leopoldowi nie pozostawało nic innego, jak upominać się o pieniądze w petycjach. Poruszał w nich także kwestię honorarium koncertmistrzowskiego Wolfganga, które Schrattenbach obiecał wypłacić po ich powrocie z pierwszej podróży.
W tym czasie zwolniło się stanowisko kapelmistrza salzburskiego, o którego zajęciu Leopold myślał już wcześniej. Dotychczasowy kapelmistrz Giuseppe Lolli przekroczył już siedemdziesiąty rok życia i zamierzał odejść na emeryturę. Leopold współpracował z Lollim jako wicekapelmistrz i można się było spodziewać, że to on właśnie powinien odziedziczyć stanowisko. Stało się jednak inaczej, ponieważ hrabia Hieronymus von Colloredo, od 14 marca 1772 roku nowy arcybiskup, popierany przez dwór cesarski w Wiedniu, miał na to miejsce swojego kandydata.
Von Colloredo nie cieszył się poparciem wśród mieszkańców Salzburga, ale wydawać by się mogło, że sprzyjał Mozartom: Leopoldowi wypłacił zaległe wynagrodzenie, a Wolfgangowi – honorarium koncertmistrzowskie. Jednak stanowisko kapelmistrza zamierzał obsadzić kimś z zewnątrz. Wybór padł na Włocha Domenica Fischettiego, który był młodszy od Leopolda o kilkanaście lat. Leopold zrozumiał, że stracił ostatnią szansę na awans zawodowy, dlatego odtąd wszystkie wysiłki skupił na rozwoju Wolfganga, który mógłby zapewnić ojcu spokojną starość. Na październik 1772 roku zaplanowano trzecią podróż do Włoch.

## Trzecia podróż do Włoch, październik 1772 – marzec 1773

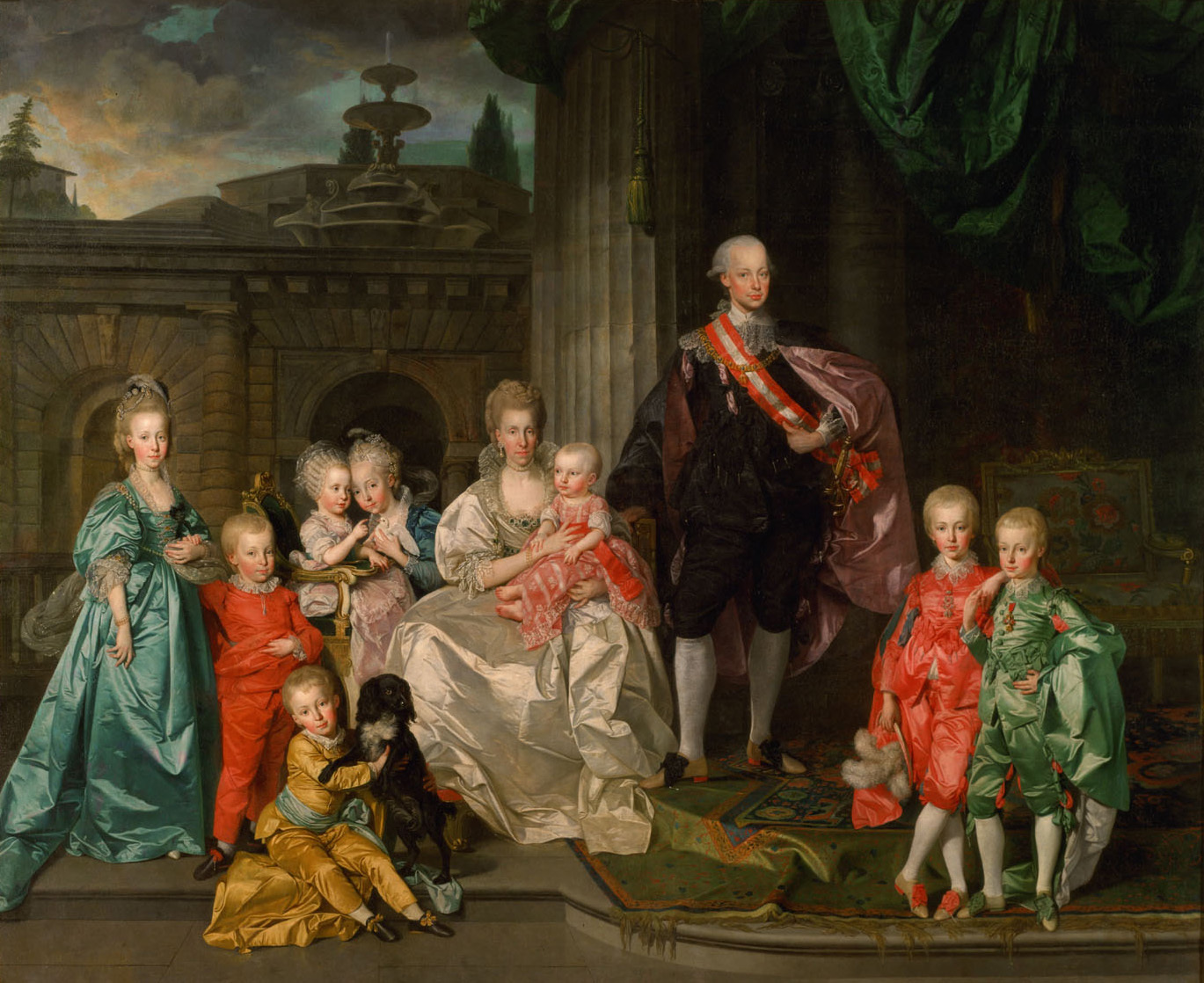
Wielki Książę Toskanii Leopold II z rodziną. Leopold Mozart upatrywał w nim szansy na angaż dla syna

Mozartowie wrócili do Mediolanu, by Wolfgang mógł dokończyć drugą operę karnawałową, której napisanie zlecono mu w czasie pierwszej podróży, po sukcesie Mitrydatesa. Librettem był tekst Lucio Silva autorstwa Giovanniego de Gamerry, z poprawkami Metastasia. Wolfgang i przy tej okazji musiał borykać się ze zwykłymi problemami kompozytorskimi, takimi jak spóźnienia śpiewaków czy nieobecność tenora spowodowana chorobą. 18 grudnia Leopold pisał, że tenor wreszcie się pojawił, Wolfgang komponował na złamanie karku, a próby były pogrążone w chaosie. Dokładnie tak jak pierwsze wystawienie opery 26 grudnia – rozpoczęło się z dwugodzinnym opóźnieniem spowodowanym nieobecnością arcyksięcia Ferdynanda, soliści nieustannie się kłócili, a wstawki baletowe (popularna praktyka w tamtym czasie) tak wydłużyły przedstawienie, że ostatecznie zakończyło się o drugiej nad ranem. Mimo to, kolejne przedstawienia spotkały się z dobrym przyjęciem. 9 stycznia 1773 roku Leopold pisał, że teatr wypełniony był po brzegi, w związku z czym odłożono premierę drugiej opery sezonu Sismano nel Mogul Giovanniego Paisiella, by dzieło Wolfganga mogło pozostać na afiszu jak najdłużej. Łącznie wystawiono je 26 razy. Wydawać by się mogło, że tak niewiarygodny sukces nowego utworu musi być przelotny; okazało się jednak, że w ciągu kolejnych kilku lat różni twórcy, a wśród nich londyński mentor Mozarta Johann Christian Bach, wykorzystywali jego motywy w swoich kompozycjach.
Leopold, nieświadomy nastawienia cesarzowej, nadal starał się o angaż dla Wolfganga i pisał w tej sprawie do wielkiego księcia Toskanii Leopolda I, trzeciego syna cesarzowej. Kandydaturę Mozarta popierał hrabia Firmian, co dawało Leopoldowi nadzieję, którą wyraził w liście do domu. Czekając na odpowiedź z dworu, Wolfgang skomponował cykl kwartetów smyczkowych „mediolańskich” (od K. 155/134a do K. 160/159a) i słynny motet Exsultate, jubilate, K. 165.. Aby wytłumaczyć przedłużony pobyt w Mediolanie, Leopold uciekł się do kłamstwa, twierdząc, że cierpi z powodu reumatyzmu, co uniemożliwia podróżowanie. W zaszyfrowanym liście do żony Anny Marii zapewniał, że czuje się dobrze, ale prosił o rozpowszechnienie wiadomości o jego chorobie. Oczekiwanie na odpowiedź od wielkiego księcia przeciągnęło się od stycznia do lutego. 27 lutego nadszedł odmowny list. Nie wiadomo, czy uprzedzenia cesarzowej do Mozartów mogły być jego źródłem. Leopold stracił wszelkie złudzenia co do szans na zatrudnienie Wolfganga we Włoszech. Nie pozostawało im nic innego, jak wrócić do Salzburga. 4 marca opuścili Mediolan i dziewięć dni później byli już w domu. Nigdy więcej nie przyjechali do Włoch.

## Podsumowanie
Maynard Solomon ocenia wyprawy do Włoch jako wielki sukces, ale zaznacza, że z perspektywy Leopolda były porażką. Z pewnością przyniosły Mozartom wiele korzyści finansowych i wzbogaciły Wolfganga jako artystę, zapewniając mu sławę. Włosi przyjmowali ich zazwyczaj bardzo serdecznie, może z wyjątkiem dworu neapolskiego i domu księcia Thurn und Taxis, gdzie traktowano ich z lekceważeniem. Wolfgang gościł z wizytą u papieża, który nadał mu prestiżowy tytuł; został członkiem najważniejszych towarzystw filharmonicznych i pobierał nauki u wielkiej sławy muzyka włoskiego Giovanniego Martiniego. Przede wszystkim jednak napisał trzy dzieła na zlecenie najznamienitszych włoskich teatrów operowych. Wszystkie okazały się wielkim sukcesem. Ponadto we Włoszech skomponował wiele innych utworów, np. kompletne oratorium, kilka symfonii, kwartety smyczkowe i wiele mniejszych kompozycji.
Porażką można nazwać niepowodzenie Leopolda, który mimo usilnych starań nie zdobył prestiżowej pozycji dla siebie i syna. Ojciec wyraźnie nie był świadomy negatywnych opinii, które krążyły na jego temat; zdawał sobie natomiast sprawę z istnienia pewnych barier dla jego ambicji, których nie umiał przezwyciężyć. W ostatecznym rozrachunku sukcesy Wolfganga we Włoszech okazały się krótkotrwałe; pomimo uznania krytyków i szerokiej publiczności dla jego oper mediolańskich, nie zaproponowano mu napisania kolejnych ani dla Mediolanu, ani dla innych miast, które odwiedził. W obliczu braku szans na angaż na dworach włoskich Leopold musiał podjąć inne sposoby zdobycia środków na utrzymanie rodziny: „Niech Bóg dopomoże nam utrzymać się na obecnym poziomie życia. Mam już pewne plany”.
Wolfgang miał pełne kwalifikacje, by zostać kapelmistrzem: był biegłym skrzypkiem i klawesynistą, a także doświadczonym kompozytorem. Był na to jednak za młody (miał 17 lat). Podjął więc niezbyt satysfakcjonującą pracę na dworze Colloredo w Salzburgu, ale ostatecznie odszedł z niej w roku 1781, w czasie pobytu arcybiskupa w Wiedniu. Leopold nigdy nie awansował i aż do śmierci w roku 1787 pozostał wicekapelmistrzem na dworze.